# Monomma profundepunctatum
Monomma profundepunctatum es una especie de coleóptero de la familia Monommatidae.

## Distribución geográfica
Habita en Transvaal en (Sudáfrica).